# Shavaripa
Shavaripa, Śavaripa, Savaripa (VIII–IX wiek) – indyjski mistrz buddyzmu Diamentowej Drogi, uczeń Sarahy i Nagarjuny. Był nauczycielem Maitripy, któremu przekazał najgłębsze buddyjskie nauki – mahamudrę. Zostały one później rozpowszechnione w tybetańskiej szkole kagyu.
W czasach Buddy Śavaripa, w swoim wcześniejszym wcieleniu, był tancerzem w wiosce w Radżastanie. Gdy spotkał Buddę, tancerz ów poczuł wielkie oddanie dla niego i poczynił różnorodne ofiary ze swojej muzyki, pieśni i modlitw. Dzięki temu później odrodził się jako mahāsiddha Śavaripa ("Pan Odosobnienia").
Śavaripa był myśliwym, który przekonany przez bodhisattwę Awalokiteśwarę, porzucił zabijanie.
Jako jogin, miał wizję Mahakali, który przekazał mu wiele sadhan. Później swoje sadhany przekazały mu również bóstwa (bodhisatwowie) Awalokiteśwara, Vajra Yogini, Tara i inne.
Uważa się, że odrodził się jako jogin Drugpa Kunlej.